# Casarilh e Tamborés
Casarilh e Tamborés (francès Cazaril-Tambourès) és un municipi occità de Comenge, a Gascunya, del departament de l'Alta Garona, a la regió d'Occitània.